# Arrel unitat

El diagrama anterior mostra un exemple d'una arrel unitària potencial. La línia vermella representa una caiguda observada de la producció. El verd mostra el camí de recuperació si la sèrie té una arrel unitària. El blau mostra la recuperació si no hi ha arrel unitat i la sèrie és estacionària. La línia blava torna a trobar-se i segueix la línia de tendència discontínua mentre que la línia verda es manté permanentment per sota de la tendència. La hipòtesi de l'arrel unitària també sosté que un augment de la producció conduirà a nivells de producció superiors a la tendència passada.

En la teoria de la probabilitat i l'estadística, una arrel unitària és una característica d'alguns processos estocàstics (com ara caminades aleatòries) que poden causar problemes en la inferència estadística que impliquen models de sèries temporals. Un procés estocàstic lineal té una arrel unitària si 1 és una arrel de l'equació característica del procés. Aquest procés no és estacionari, però no sempre té tendència.
Si les altres arrels de l'equació característica es troben dins del cercle unitari, és a dir, tenen un mòdul (valor absolut) inferior a un, aleshores la primera diferència del procés serà estacionària; en cas contrari, el procés s'haurà de diferenciar diverses vegades per quedar estacionari. Si hi ha d arrels unitats, el procés s'haurà de diferenciar d vegades per tal que sigui estacionari. A causa d'aquesta característica, els processos d'arrel unitat també s'anomenen diferències estacionàries.
Els processos arrel unitari de vegades es poden confondre amb processos estacionaris de tendència; tot i que comparteixen moltes propietats, són diferents en molts aspectes. És possible que una sèrie temporal no sigui estacionària, però no tingui arrel unitària i sigui estacionària de tendència. Tant en els processos arrel unitari com en els processos estacionaris de tendència, la mitjana pot anar creixent o disminuint amb el temps; tanmateix, en presència d'un xoc, els processos estacionaris de tendència reverteixen la mitjana (és a dir, transitoris, la sèrie temporal tornarà a convergir cap a la mitjana creixent, que no es va veure afectada pel xoc), mentre que els processos d'arrel unitat tenen un impacte permanent en la mitjana (és a dir, no hi ha convergència en el temps).
Si una arrel de l'equació característica del procés és més gran que 1, s'anomena procés explosiu, tot i que aquests processos de vegades s'anomenen de manera incorrecta processos arrels unitats.
La presència d'una arrel unitària es pot provar mitjançant una prova d'arrel unitària.

## Definició
Considant un procés estocàstic de temps discret {\displaystyle (y_{t},t=1,2,3,\ldots )}, i suposant que es pot escriure com un procés d'ordre autoregressiu p :
{\displaystyle y_{t}=a_{1}y_{t-1}+a_{2}y_{t-2}+\cdots +a_{p}y_{t-p}+\varepsilon _{t}.}
Aquí, {\displaystyle (\varepsilon _{t},t=0,1,2,\ldots ,)} és un procés estocàstic de mitjana zero sense correlació en sèrie amb variància constant {\displaystyle \sigma ^{2}}. Per comoditat, se suposa {\displaystyle y_{0}=0}. Si {\displaystyle m=1} és una arrel de l'equació característica, de multiplicitat 1:
{\displaystyle m^{p}-m^{p-1}a_{1}-m^{p-2}a_{2}-\cdots -a_{p}=0}
aleshores el procés estocàstic té una arrel unitària o, alternativament, s'integra d'ordre un, denotat {\displaystyle I(1)}. Si m = 1 és una arrel de la multiplicitat r, aleshores el procés estocàstic està integrat d'ordre r, denotada I(r).

## Exemple
El model autoregressiu de primer ordre, {\displaystyle y_{t}=a_{1}y_{t-1}+\varepsilon _{t}}, té una arrel unitària quan {\displaystyle a_{1}=1}. En aquest exemple, l'equació característica és {\displaystyle m-a_{1}=0} . L'arrel de l'equació és {\displaystyle m=1} .
Si el procés té una arrel unitària, llavors és una sèrie temporal no estacionària. És a dir, dels moments del procés estocàstic depenen {\displaystyle t} . Per il·lustrar l'efecte d'una arrel unitària, podem considerar el cas de primer ordre, començant per y 0 = 0:
{\displaystyle y_{t}=y_{t-1}+\varepsilon _{t}.}
Per substitució repetida, podem escriure {\displaystyle y_{t}=y_{0}+\sum _{j=1}^{t}\varepsilon _{j}} . Llavors la variància de {\displaystyle y_{t}} ve donada per:
{\displaystyle \operatorname {Var} (y_{t})=\sum _{j=1}^{t}\sigma ^{2}=t\sigma ^{2}.}
La variància depèn de t ja que {\displaystyle \operatorname {Var} (y_{1})=\sigma ^{2}}, mentre {\displaystyle \operatorname {Var} (y_{2})=2\sigma ^{2}}. Tingueu en compte que la variància de la sèrie divergeix fins a l'infinit amb t.